# Knut Fridell
Knut Fridell   (Uddevalla, 8 de setembre de 1908 - Uddevalla, 3 de febrer de 1992) va ser un lluitador suec, especialista en lluita lliure, que va competir durant la dècada de 1930.
El 1936 va prendre part en els Jocs Olímpics d'Estiu de Berlín, on guanyà la medalla d'or en la competició del pes semipesant del programa de lluita lliure. En el seu palmarès també destaca una medalla d'or en el pes semipesant al Campionat d'Europa de lluita de 1934, així com tres campionats nacionals.